# Franz Hoffmann (Verwaltungsjurist)
Franz Hoffmann (* 24. August 1889 in Posen; † 12. Februar 1971 in Bonn) war ein deutscher Verwaltungsjurist.

## Leben
Hoffmann studierte an der Universität Jena Rechtswissenschaft. Am 4. Juli 1909 wurde er als Hoffmann III im Corps Franconia Jena recipiert.  Nach den Examen trat er in die innere Verwaltung Preußens. Als Regierungsassessor kam er von der Regierung in Marienwerder im April 1925 auftragsweise auf den Landratsposten im Kreis Wehlau. Als Regierungsrat wurde er im August 1925 endgültig zum Landrat ernannt.
Den Posten bekleidete er bis 1933. Am 21. Juli 1933 wurde er zur Regierung in Liegnitz überwiesen. 1950 war er Kreissyndikus im Kreis Pinneberg. Er starb als Oberregierungsrat a. D. mit 81 Jahren.